# Borajet
Borajet (en turco: Borajet Havayolları) es una aerolínea con base en Estambul, Turquía. Es una aerolínea regional privada que opera vuelos de cabotaje. Su base de operaciones principal es el Aeropuerto de Estambul.

## Historia
La aerolínea fue fundada en 2008 por Yalçın Ayaslı, un ejecutivo turco que vive en los Estados Unidos . El capitán Kadir Peker es el responsable de las operaciones.
La compañía alquiló en primer lugar un hangar en el Aeropuerto Internacional Atatürk, Estambul y posteriormente adquirió tres aviones tipo ATR72-500, que pasaron por mantenimiento en Colonia, Alemania antes de su entrega a comienzos de 2010 en Turquía.
Borajet recibió su AOC el 22 de abril de 2010 y comenzó a operar el 7 de mayo de 2010 con su primer vuelo desde Estambul a Tokat.

## Destinos
Borajet opera vuelos a
- Adana,
- Ankara,
- Antalya,
- Diyarbakır,
- Estambul,
- Nevşehir,
- Samsun,
- Siirt,
- Tokat,
- Trebisonda,
- Van,
- Zonguldak

## Flota
La flota de Borajet incluye las siguientes aeronaves (a 3 de mayo de 2010):
- 3 ATR72-500